# Драхтен

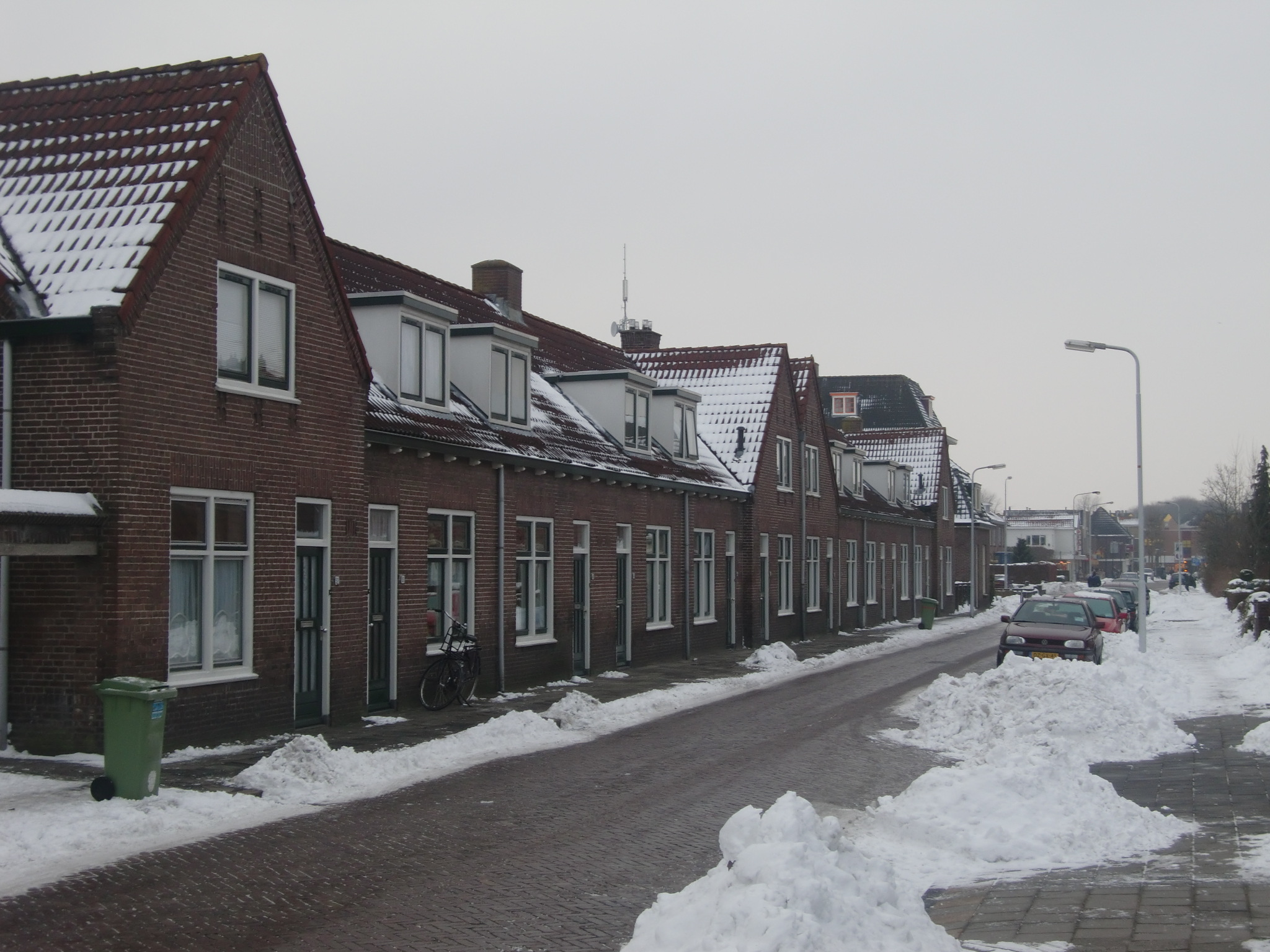

Драхтен (нидерл. Drachten) — город в Нидерландах, во Фрисландии, в общине Смаллингерланд.
В последнее время известен благодаря проводимому в нём эксперименту по управлению дорожным движением. Идея «общего пространства», впервые разработанная Гансом Мондерманом (англ. Hans Monderman), состоит в том, что из центра города были убраны почти все светофоры и знаки для увеличения безопасности на дорогах, так как предполагается, что водители будут более внимательны, если будут знать, что они не могут рассчитывать исключительно на строгие правила. Ранее в городском центре случалось 8 аварий в год, после введения системы в 2003 году их число свелось к нулю.
Немецкий город Бомте в сентябре 2007 года принял у себя аналогичную схему.

## История
Драхтен возник в XVII веке из деревень Noorder-Dragten и Zuider-Dragten, или Noorderdrachten и Zuyderdrachten, на берегу речки Drait или Dracht. Район был богат верховым торфом, и для вывоза добытого торфа был прорыт канал Драхтстер Компаньонсфарт. Позднее в этом районе появились и судоверфи, включая верфь «Де Пейп». Многие скуче были построены на этих верфях.
Открытие фабрики Philips в 1950 году привлекло в Драхтен множество соискателей, так что численность населения уже в 1950-х годах возросла до десяти тысяч человек.
Драхтен никогда не имел городских прав и поэтому не входит в число одиннадцати фризских городов (во Фрисландии для таких населённых пунктов также используется термин vlek/vlekke). Однако по современным меркам (размер, занятость, общественные учреждения) Драхтен можно считать городом. Тем не менее, местные СМИ не всегда с этим согласны и иногда продолжают называть его деревней из-за отсутствия городских прав. В 2015 году даже был сделан запрос в Министерство внутренних дел, может ли Драхтен официально называться городом.

## Транспорт и перевозки

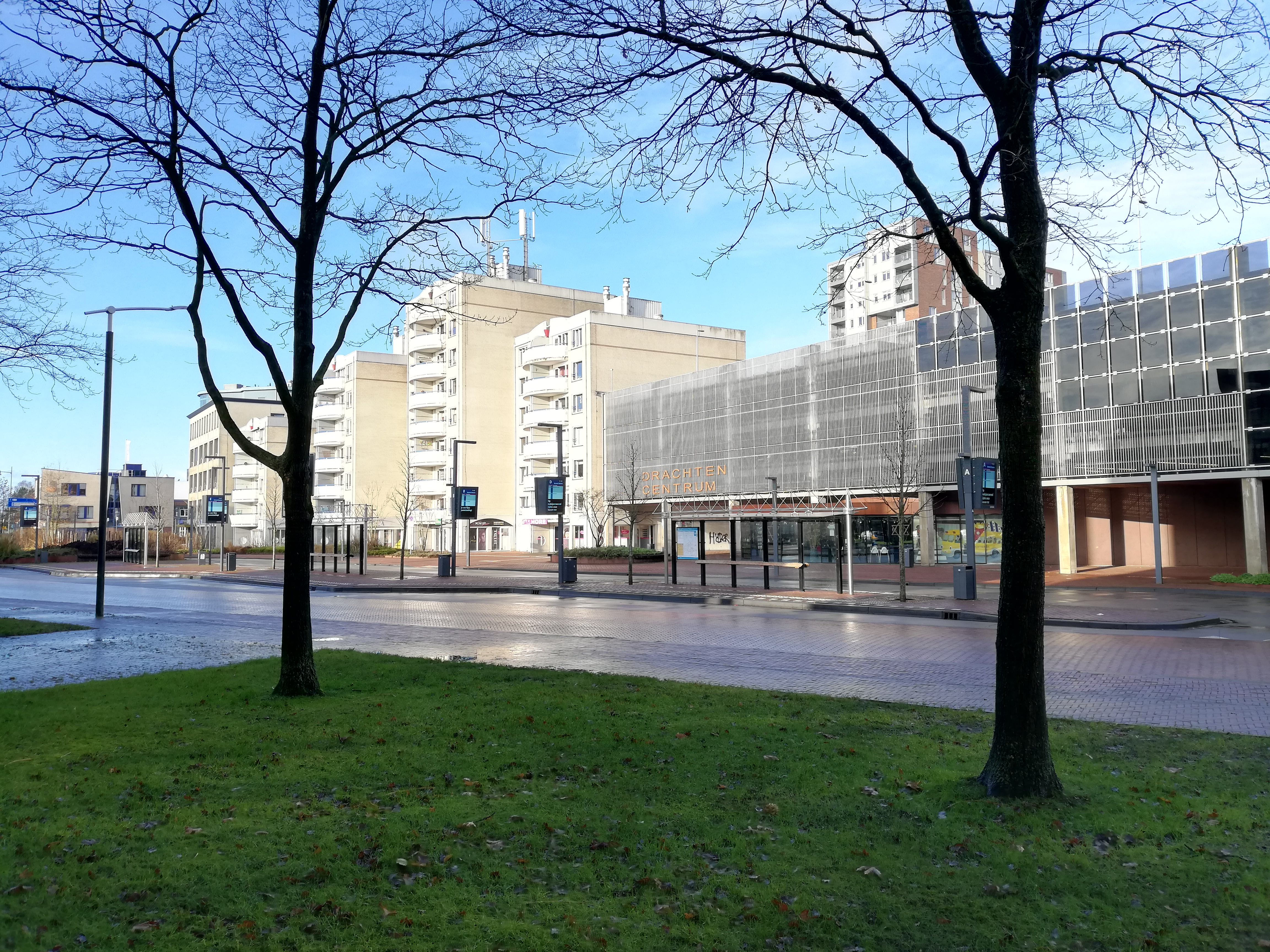
Автобусная станция Ван Кнобельсдорфплейн в центре Драхтена

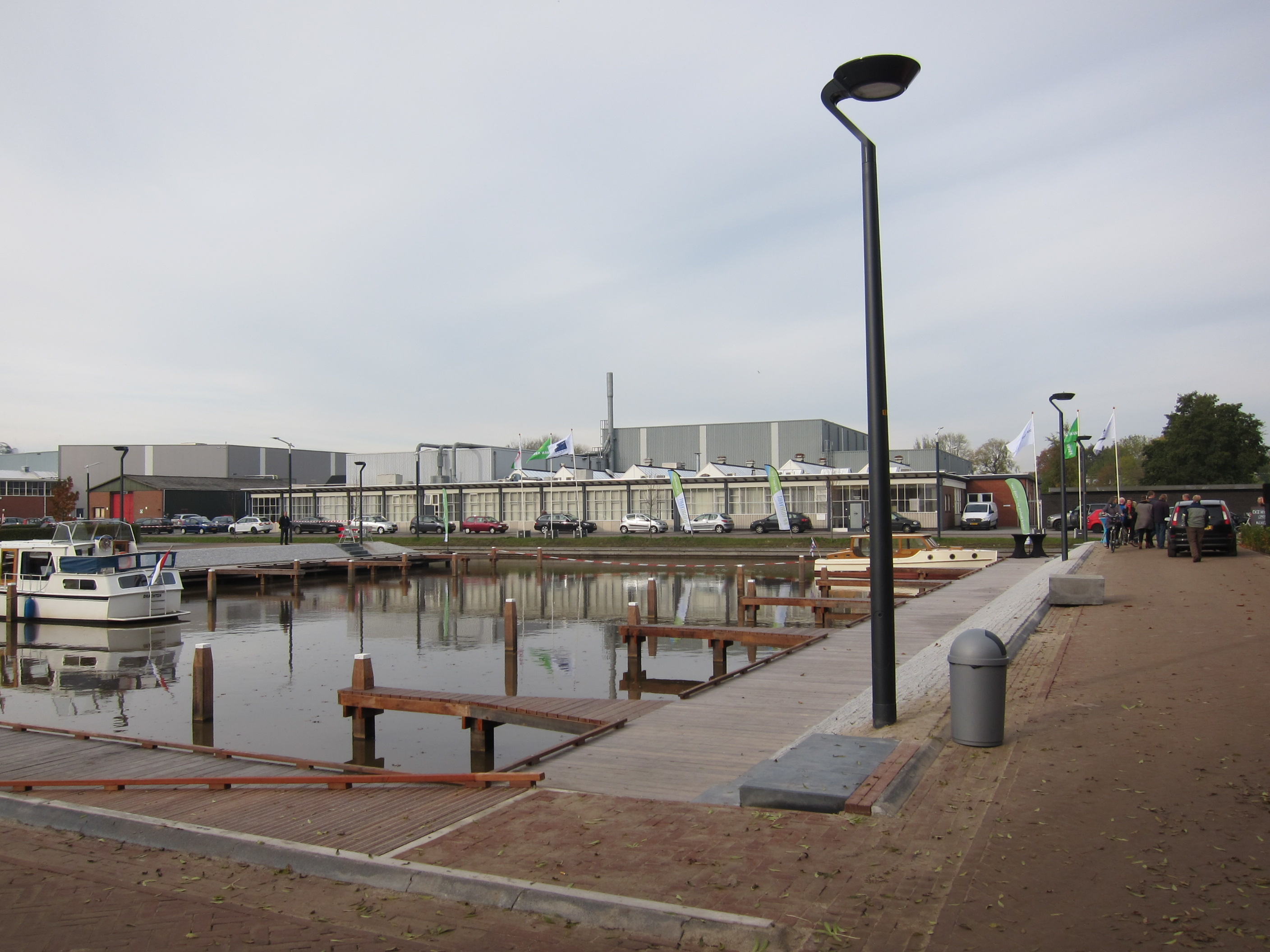
Пристань для яхт в Драхтене

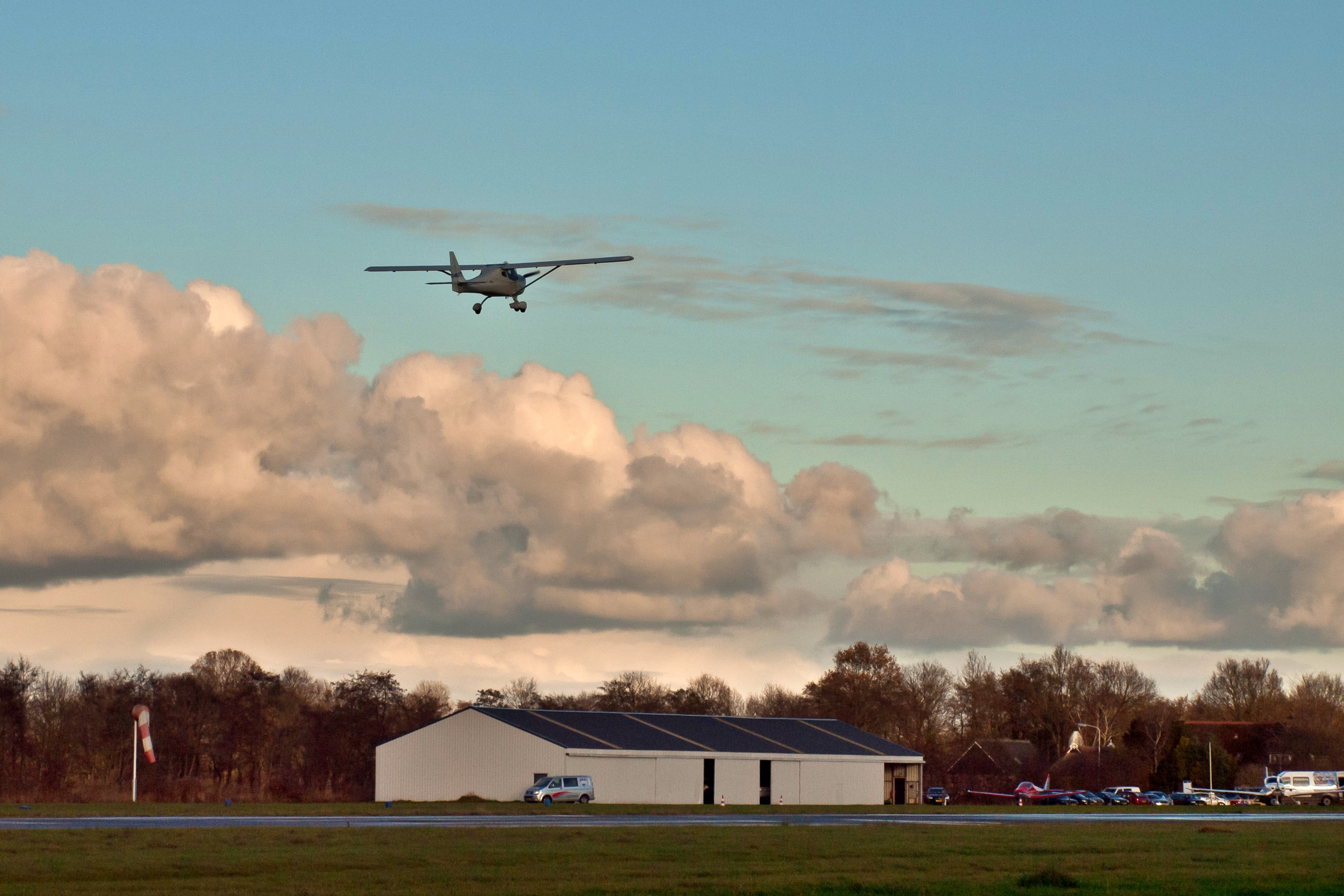
Аэропорт Драхтен

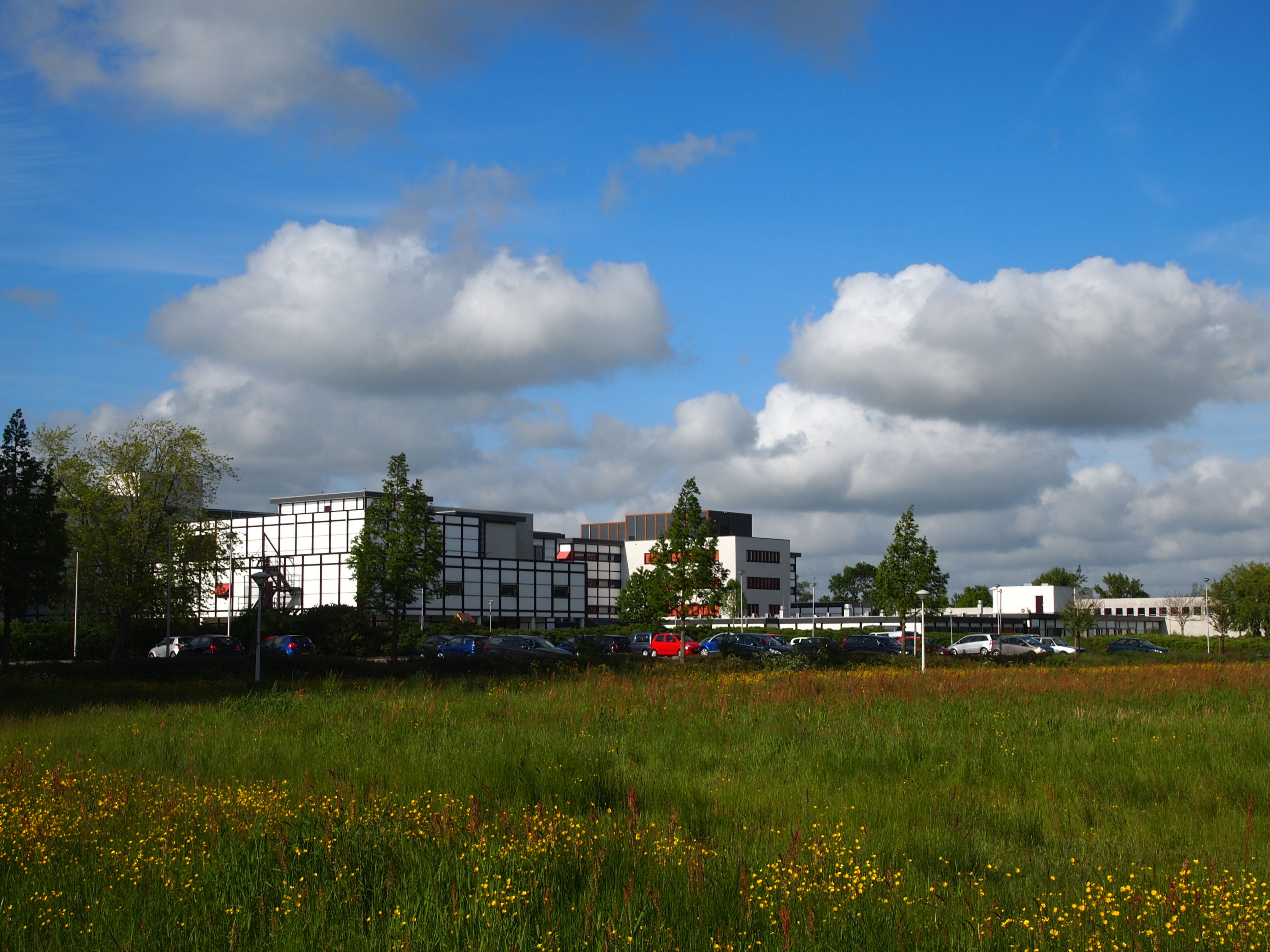
Больница Ний Смеллинге в Драхтене (Юг)

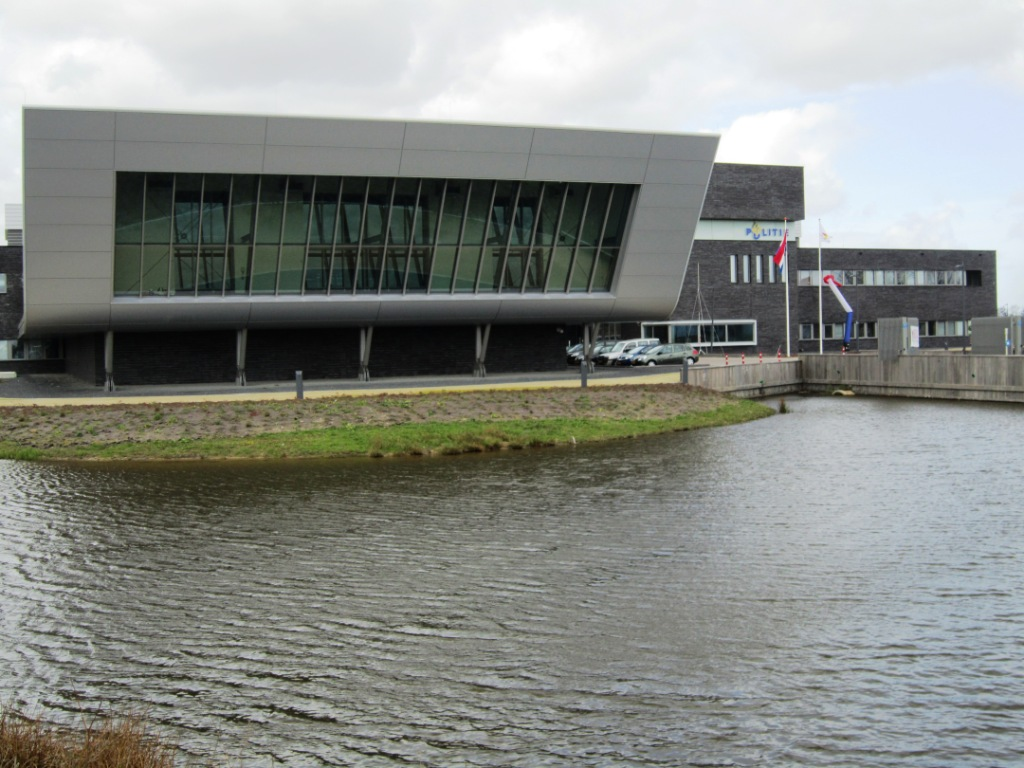
Здание полиции A7 Драхтен

### Автомобильный транспорт
Несколько основных дорог соединяют Драхтен с другими городами:
 E 22 (Амстердам) - Зандам - Хорн - Афслёйтдейк - Харлинген - Снек - Яуре - Херенвен - Драхтен - Гронинген - Германия
 Харлинген - Леуварден - Драхтен
 Драхтен - Остерволде - Бейлен - Эммен
Эти три дороги пересекаются на неофициальной развязке Драхтен (на самом деле это двойной съезд с трассы A7 с номерами 30 и 30a).

### Общественный транспорт
Драхтен — один из немногих крупных населённых пунктов Нидерландов без железнодорожного сообщения или других видов рельсового транспорта (метро, грузовые пути, трамвай, неиспользуемые пути). Трамвайная линия Драхтен - Гронинген, использовавшаяся после Второй мировой войны как грузовая железная дорога, была закрыта в 1985 году. Позже Драхтен рассматривался как место для станции на линии Зёйдерзелайн Гронинген - Амстердам. После того как в 2007 году было принято решение не строить эту линию, планировалась железная дорога Гронинген - Херенвен, но в 2012 году и от этого проекта отказались. В 2021 году была предложена Лелилайн, новая нидерландская железнодорожная линия между Лелистад и Гронинген с остановками, в частности, в Эммелорде, Херенвене и Драхтене.
Автобусные перевозки осуществляются компанией Qbuzz с прямыми маршрутами в различные города, включая Ассен, Остерволде, Гронинген, Херенвен и Леуварден. Кроме того, Flixbus предоставляет международные автобусные перевозки по маршруту Амстердам - Гамбург.
Ранее все автобусы в Драхтене отправлялись с Северного автовокзала, который был закрыт 13 декабря 2009 года. С этого момента центральным автовокзалом стал Ван Кнобельсдорфплейн. С 11 декабря 2016 года эту роль взял на себя Трансфериум Восток Драхтена. Однако не все автобусные маршруты проходят через Трансфериум Восток, поэтому Ван Кнобельсдорфплейн остаётся автобусным узлом.

### Аэропорт
В Драхтене есть аэропорт: Аэропорт Драхтен, бывшая взлётно-посадочная полоса компании Philips. Несколько раз в год здесь проводятся дрэг-рейсинг и фестиваль воздушных змеев, а по выходным осуществляются полёты на сверхлёгких моторных самолётах.

### Водные пути
К промышленной зоне гавани ведёт Водный путь Драхтен. Этот водный путь соединён с Канал Принцессы Маргрит и, таким образом, с национальной сетью водных путей.

### Светофоры и кольцевые развязки
Муниципальные власти в основном отказались от регулирующих мер в области дорожного движения. Практически все светофоры в начале XXI века были заменены на кольцевые развязки и перекрёстки, где различные участники движения, такие как автомобилисты, пешеходы и велосипедисты, используют одно пространство без указаний.

## Демография
| Год  | Численность населения |
| ---- | --------------------- |
| 1849 | 4.448                 |
| 1869 | 5.245                 |
| 1920 | 5.334                 |
| 1947 | 9.249                 |
| 1950 | около 10.000          |
| 1954 | 11.052                |
| 1959 | 15.902                |
| 1964 | 21.752                |
| 1969 | 28.972                |
| 1974 | 35.092                |
| 2004 | 42.420                |
| 2009 | 44.629                |

## Знаменитые уроженцы
- Скайрер, Фэддэ — школьный учитель, писатель. поборник фризского языка, политик.

## Города-побратимы
- Намибия, Гобабис
- Израиль, Кирьят-Оно